# Гнатюк Михайло Степанович
Михайло Степанович Гнатюк (нар. 4 жовтня 1944, с. Бабинці) — український вчений у галузі медицини. Доктор медичних наук (1990), професор (1991), завідувач кафедри оперативної хірургії та клінічної анатомії Тернопільського національного медичного університету. Академік інтернаціональної інтегративної академічної антропології (1992). Заслужений працівник освіти України (2016).

## Життєпис
Михайло Степанович Гнатюк народився 4 жовтня 1944 року в с. Бабинці Борщівського району Тернопільської області.
Після закінчення в 1961 році середньої школи працював на різних посадах у народному господарстві. З 1964 по 1967 рр. служив на Балтійському флоті. Під час військової служби побував у багатьох країнах світу, де спостерігав за різними хворобами людей Африки, Азії, Америки. Згодом твердо вирішив стати лікарем. Звільнений в запас (1968) у званні старшина Балтійського флоту.
Закінчив Тернопільський державний медичний інститут у 1974 році. 
Від 1977 р. — асистент, від 1989 р. — завідувач центральної наукової лабораторії, старший науковий співробітник, професор кафедри педіатрії, від 1999 р. — завідувач кафедри оперативної хірургії нормальної анатомії, та топографічної анатомії, декан медичного факультету. 
Член Вченої ради Тернопільського національного медичного університету Імені І. Я. Горбачевського.

## Наукова діяльність

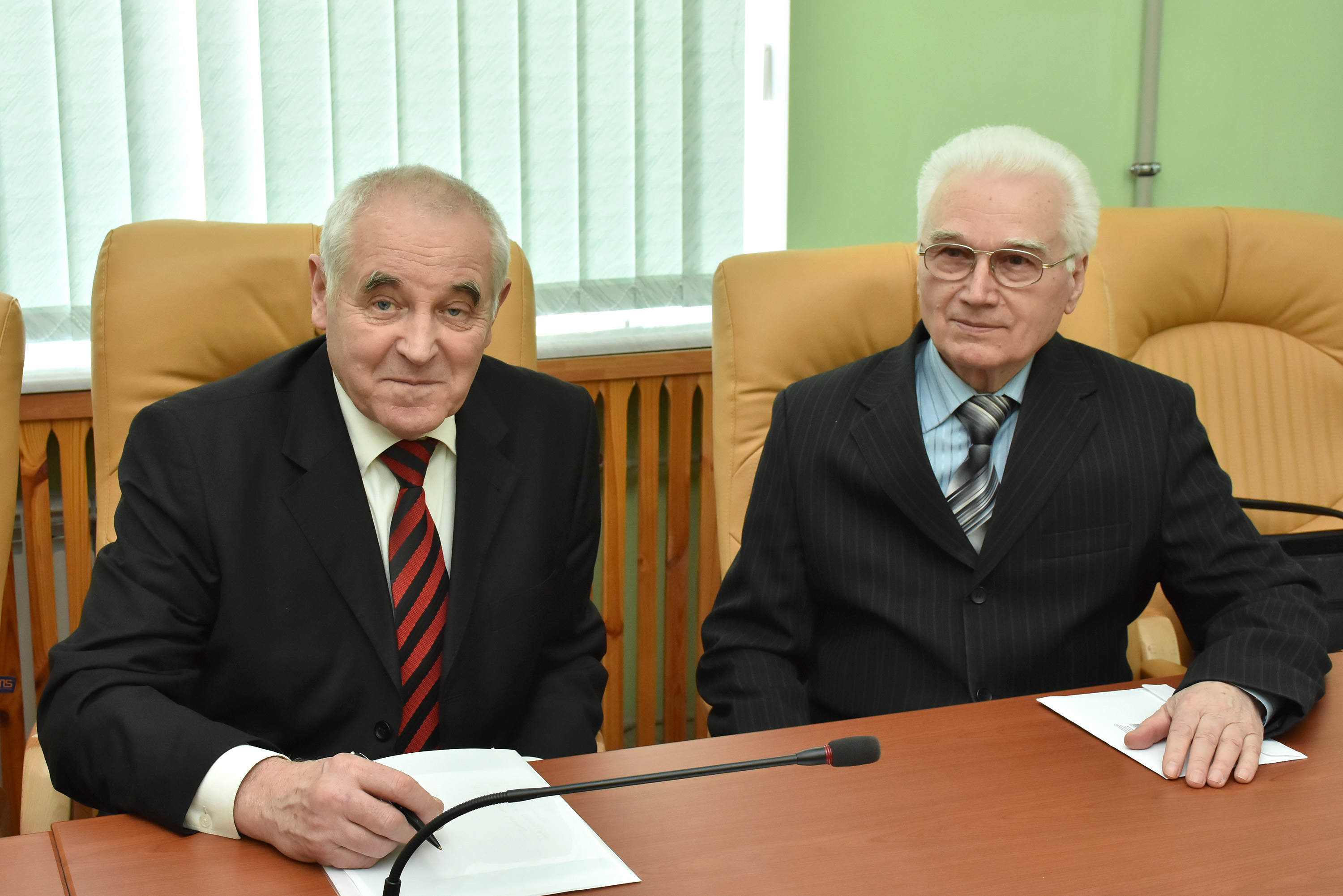
Професори Михайло Гнатюк та Юрій Бондаренко на засіданні вченої ради ТНМУ

Досліджує гіпертрофію серця при гіпертензіях у великому та малому колах кровообігу, ефективність застосування ентеросорбентів при пораженні печінки, тонкої та товстої кишок, вплив магніто-лазерного опромінення на регенераторні процеси при гепатитах і колітах, структурні зміни серця у новонароджених.
У 1992 році захистив докторську дисертацію «Закономірності структурно-функціональних змін у частинах гіперфункціонованого серцевого м'яза залежно від вегетативного гомеостазу, типів гемодинаміки та кровопостачання».

## Науковий доробок
Професор Михайло Гнатюк є автором і співавтором понад 1047 наукових праць, 5 монографій, 6 навчальних посібників, 3 підручників, 103 патентів та авторських свідоцтв на винаходи.
Підготував 10 докторів та 20 кандидатів наук.

## Нагороди
- ювілейна медаль «20 років Перемоги у Великій Вітчизняній війні»,
- почесне звання «Кращий винахідник Тернопільської області» (2016)[8],
- Заслужений працівник освіти України (2016)[2],
- Стипендія Кабінету Міністрів України за видатні заслуги у сфері вищої освіти (2023)[9].